# Knud de Danemark
Titre
Prince héritier de Danemark
20 avril 1947 – 27 mars 1953
(5 ans, 11 mois et 7 jours)
Le prince Knud de Danemark, né le 27 juillet 1900 au palais Sorgenfri (à Lyngby-Taarbæk dans l'amt de Copenhague) et mort le 14 juin 1976 à Gentofte (Hovedstaden), est une personnalité danoise, Prince de Danemark et d'Islande.
Deuxième fils du roi Christian X et de la reine Alexandrine, il est héritier présomptif de 1947 à 1953, autrement dit jusqu'à la modification de la loi de succession au trône de Danemark en 1953, qui ouvre en effet aux femmes la possibilité d'hériter de la couronne.

## Biographie

### Premières années

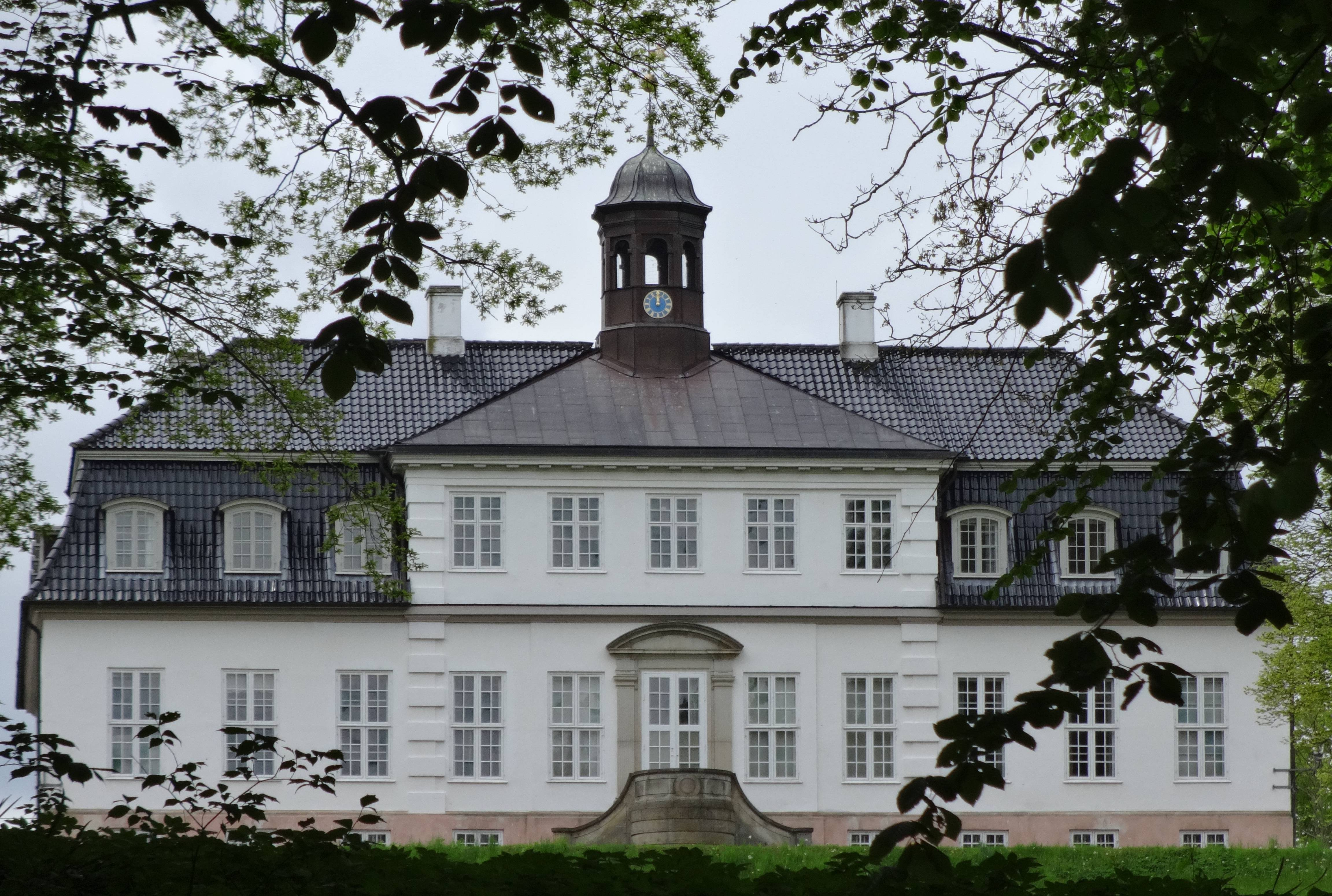
Le palais de Sorgenfri au nord de Copenhague.

Le prince Knud voit le jour le 27 juillet 1900 à la résidence d'été de ses parents, le palais de Sorgenfri, située sur les rives du petit fleuve Mølleåen à Kongens Lyngby au nord de Copenhague sur l'île de Seeland au Danemark. Le jeune prince est le deuxième fils du prince Christian de Danemark et de son épouse, la princesse Alexandrine, née duchesse de Mecklembourg-Schwerin.

### Héritier du trône
Le prince Knud est héritier présomptif de 1947 à 1953, autrement dit jusqu'à la modification de la loi de succession au trône de Danemark. Le 27 mars 1953, son frère aîné le roi Frédéric IX, ouvre en effet aux femmes la possibilité d'hériter de la couronne, afin de favoriser la succession de sa fille Margrethe au détriment de son frère. La nouvelle loi entre en vigueur avec la constitution du 5 juin 1953.

## Mariage et descendance

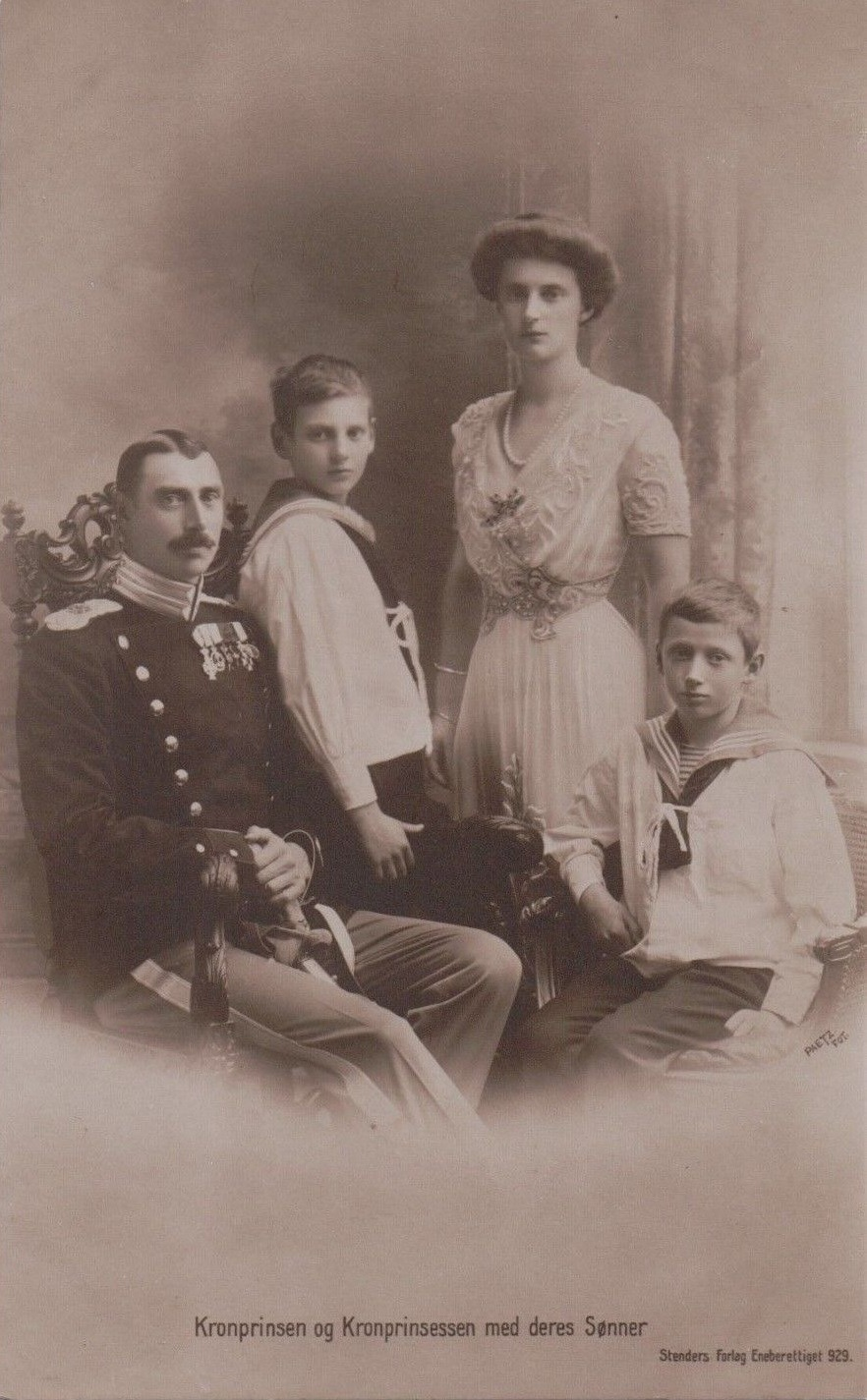
Le roi Christian X avec son épouse la reine Alexandrine et leurs enfants, le prince héritier Frédéric et le prince Knud en 1912.

Le prince Knud est le second fils du roi Christian X (1870-1947), lui-même le fils du roi Frédéric VIII, et de son épouse la duchesse Alexandrine de Mecklembourg-Schwerin (1879-1952), elle-même fille du grand-duc Frédéric-François III de Mecklembourg-Schwerin et de la grande-duchesse Anastasia Mikhaïlovna de Russie.
Le 8 septembre 1933, le prince Knud épouse, à Fredensborg, sa cousine, la princesse Caroline-Mathilde de Danemark (1912-1995), fille du prince Harald et son épouse la princesse Hélène de Schleswig-Holstein-Sonderbourg-Glücksbourg (1888-1962).
Du mariage naissent trois enfants :
- la princesse Élisabeth de Danemark, née à Copenhague le 8 mai 1935 et morte le 19 juin 2018, sans descendance ;
- le prince Ingolf de Danemark, né le 17 février 1940. Il se marie avec Inge Terney le 13 janvier 1968 sans le consentement de son oncle, le roi, et perd ses titres princiers et renonce à ses droits au trône pour devenir comte de Rosenborg. Il devient veuf à la mort de la comtesse Inge en 1996, puis épouse Sussie Pedersen en 1998. Aucun de ses deux mariages ne lui a permis d'avoir une descendance ;
- le prince Christian de Danemark, né le 22 octobre 1942, mort le 21 mai 2013. Il a trois enfants avec Anne-Dorthe Maltoft-Nielsen : Josephine, Camilla et Feodora. À la suite de ce mariage en 1971, lui aussi réalisé sans le consentement de son oncle il devient, comme son frère, comte de Rosenborg et perd ses titres princiers et ses droits au trône.

## Distinctions
- Grand-croix de l'ordre du Faucon